# Martina Gugglberger
Martina Gugglberger (* 26. Oktober 1971 in Kufstein) ist eine österreichische Historikerin, assoziierte Universitätsprofessorin an der Universität Linz und Sachbuchautorin.

## Leben und Wirken
Gugglberger verbrachte ihre Kindheit in Erl und besuchte das Gymnasium Kufstein. Von 1990 bis 1991 studierte sie Biologie an der Universität Wien und von 1991 bis 2001 Geschichte und Romanistik an der Universität Salzburg sowie an der Universität Bordeaux Montaigne. Ab 1992 war sie Aktivistin für den Piratensender Radio Bongo 500, dem Vorläufer des heutigen Freien Radios Radiofabrik. 2009 wurde sie an der Universität Salzburg promoviert.
Von 2002 bis 2017 war sie am Institut für Frauen- und Geschlechterforschung der Universität Linz tätig. Seit 2018 ist sie assoziierte Universitätsprofessorin am Institut für Neuere Geschichte und Zeitgeschichte der Universität Linz. Ihre Forschungsschwerpunkte liegen bei Frauen- und Geschlechtergeschichte, Geschlecht und Krieg bzw. Besatzung, Frauen im NS-Widerstand, Oral History, Biografieforschung sowie Missionsgeschichte und Alpinismusgeschichte.
Sie ist Gründungsmitglied der Österreichischen Gesellschaft für Geschlechterforschung (ÖGGF).
Martina Gugglberger lebt mit ihrer Familie in Linz.

## Publikationen (Auswahl)
- X-rom: Multimediaproduktion mit Kindern und Jugendlichen; ein Leitfaden für die Produktion von CD-ROMs. gemeinsam mit Clemens F. Haider. Studienverlag Innsbruck, 1999. ISBN 978-3-7065-1400-2.
- „Versuche, anständig zu bleiben“ – Widerstand und Verfolgung von Frauen im Reichsgau Oberdonau. In: Gabriella Hauch (Hrsg.): Frauen im Reichsgau Oberdonau. Geschlechtsspezifische Bruchlinien im Nationalsozialismus. Oberösterreichisches Landesarchiv, Linz 2006 (= Oberösterreich in der Zeit des Nationalsozialismus, Band 5), S. 281–343.
- Reguliertes Abenteuer: Missionarinnen in Südafrika nach 1945. L’Homme Schriften 22, Böhlau Verlag, 2014, ISBN 978-3-205-79613-8 (überarbeitete Fassung der Dissertation von 2009).
- Außerordentliches. Festschrift für Albert Lichtblau. Hrsg. gemeinsam mit Regina Thumser-Wöhs, Birgit Kirchmayr, Grazia Prontera, Thomas Spielbüchler. Böhlau Verlag, 2019, ISBN 978-3-205-23250-6.
- Grenzen im Aufstieg: Frauenexpeditionen in den Himalaya (1955–2014). Campus-Verlag, Frankfurt am Main, 2021, ISBN 978-3-593-51335-5.
- Widerstand und Zivilcourage: Frauen in Oberösterreich gegen das NS–Regime 1938–1945. Gemeinsam mit Elisa Frei und Alexandra Wachter, Verlag Oberösterreichisches Landesarchiv, Linz 2021, ISBN 978-3-902801-42-5.

## Auszeichnungen
- 2016 Routledge Prize für den besten Artikel, der 2015 im The International Journal of the History of Sport publiziert wurde
- 2019 Käthe-Leichter-Preis